# 保地花高足球競賽會
保地花高（葡萄牙語：Botafogo de Futebol e Regatas，葡萄牙語發音：[bɔtaˈfoɡu dʒi futʃiˈbɔw i ʁeˈɡatɐs]），是一間位於里約熱內盧的巴西體育會。在國際足協二十世紀著名球會(FIFA Clubs of the 20th Century)中，保地花高排第12。保地花高在字面上解作放火的人，和其發源地鄰近的沙灘名稱。
保地花高聯同法林明高、富明尼斯和華斯高，是里約熱內盧四大球會之一。當中和富明尼斯的競爭，在巴西球壇時維持最久的競爭。
在1995年贏得聯賽冠軍後，他們在2002年甲組排榜尾，要降至乙組參賽。而2003年他們在乙組排第二，得以重返甲組，并于2024年奪得南美自由盃冠軍。
雖然他們的發源地在里約熱內盧，但他們的比賽在鄰城尼泰羅伊進行（就像紐約的球隊在新澤西比賽一樣）。他們租用的卡奧馬田斯有15,000個座位，由要是用來訓練用，而他們現在用馬拉簡拿球場作為主場。

## 歷史
在1894年7月1日，保地花高划艇會成立。名字來自鄰近的地方名，而他們主要使用黑色和白色，和一粒獨星作為標記。這是天空首顆星星（其實是金星），很快他們成為里約熱內盧最強的划艇隊。
十年後，在1904年8月12日，另一間球會Electro成立，是保地花高的前身。Electro的靈感來自一堂數學堂。不過這個名字用了不久，後來在別人的建議下，在9月18日改為保地花高。保地花高很快就成為里約熱內盧最強的球隊，他們在1907年、1910年、1912年等年份贏得州聯賽冠軍。
到1942年12月8日，保地花高划艇會和足球會合併。這是源自雙方的一場籃球賽，一名足球會的球員突然死亡，然後就開始合併計劃了。而他們也使用了黑色和白色垂直間條的球衣作為球衣。

## 球場
保地花高的主場位於馬拉簡拿球場，擁有103,045個座位。

## 榮譽
- 洲际
  - 南美自由盃冠軍 (1): 2024
  - 南美足联杯冠軍 (1): 1993
- 本地聯賽
  - 巴西足球甲級聯賽冠軍 (2): 1968, 1995
  - 巴西足球乙級聯賽冠軍 (2): 2015，2021
- 州聯賽
  - 州聯賽冠軍 (21): 1907*, 1910, 1912, 1930, 1932, 1933, 1934, 1935, 1948, 1957, 1961, 1962, 1967, 1968, 1989 (不敗), 1990, 1997, 2006, 2010, 2013, 2018

* 和富明尼斯分享。

## 外部連結
- 官方網站
- CANALBOTAFOGO-球迷網站（页面存档备份，存于）
- Vestiario Alvinegro-球迷網站